# Flores de Goiás
Flores de Goiás là một đô thị thuộc bang Goiás, Brasil. Đô thị này có diện tích 3709 km², dân số năm 2007 là 9045 người, mật độ 2,5 người/km².